# Rikhi Jaipal
Rikhi Jaipal fue un diplomático indio.
- De 1948 a 1951 fue primer secretario en Rangún.
- De 1952 a 1954 fue Alto Comisionado en Puerto España (Indias Occidentales Británicas)
- De 1954 a 1959 fue representante de la India ante la Consejo de Administración Fiduciaria de las Naciones Unidas.
- De 1959 a 1962 fue secretario adjunto en el Ministerio de Asuntos Exteriores (India).
- De 1963 a 1966 fue enviado en Moscú.
- De 1967 a 1969 fue secretario de enlace en el Ministerio de Asuntos Exteriores (India).
- De 1969 a 1972 fue embajador en Belgrado con acredicíon en Athenas.
- De 1972 a 1974 fue embajador en Viena.
- De enero julio de 1974 a mayo de 1979 fue Representante Permanente de la India ante la Sede de la Organización de las Naciones Unidas.
- Fue Secretario General de las delegacíones de la India ante las conferencías del Movimiento de Países No Alineados 1969 en Belgrado y 1970 en Lusaka.
- En 1980 fue profesor Visitante en la Jawaharlal Nehru University en Nueva Delhi.[1]